# 錫代利亞 (科羅拉多州)
錫達利亞（英語：Sedalia）是位於美國科羅拉多州道格拉斯縣的一個人口普查指定地區。

## 地理
錫達利亞的座標為39°26′16″N 104°57′51″W / 39.43778°N 104.96417°W，而該地最高點為海拔高度1780米（即5840英尺）。

## 人口
根據2010年美國人口普查的數據，錫達利亞的面積為3.5平方千米，均為陸地。當地共有人口206人，而人口密度為每平方千米58人。